# Aimee Mann
Pour les articles homonymes, voir Mann.
Aimee Mann, née le 8 septembre 1960 à Richmond (Virginie), est une auteure-compositrice-interprète et bassiste américaine. Après avoir été membre du groupe 'Til Tuesday dans les années 1980, elle se lance dans une carrière en solo au début des années 1990. 
Ses albums solo, bien que salués par la critique, ne rencontrent pas le succès commercial jusqu'à sa participation à la bande originale de Magnolia, film pour lequel elle est nommée à l'Oscar de la meilleure chanson originale. Dans les années 2000, ses albums obtiennent plus de succès auprès du public.

## Biographie

### Jeunesse et carrière avec 'Til Tuesday

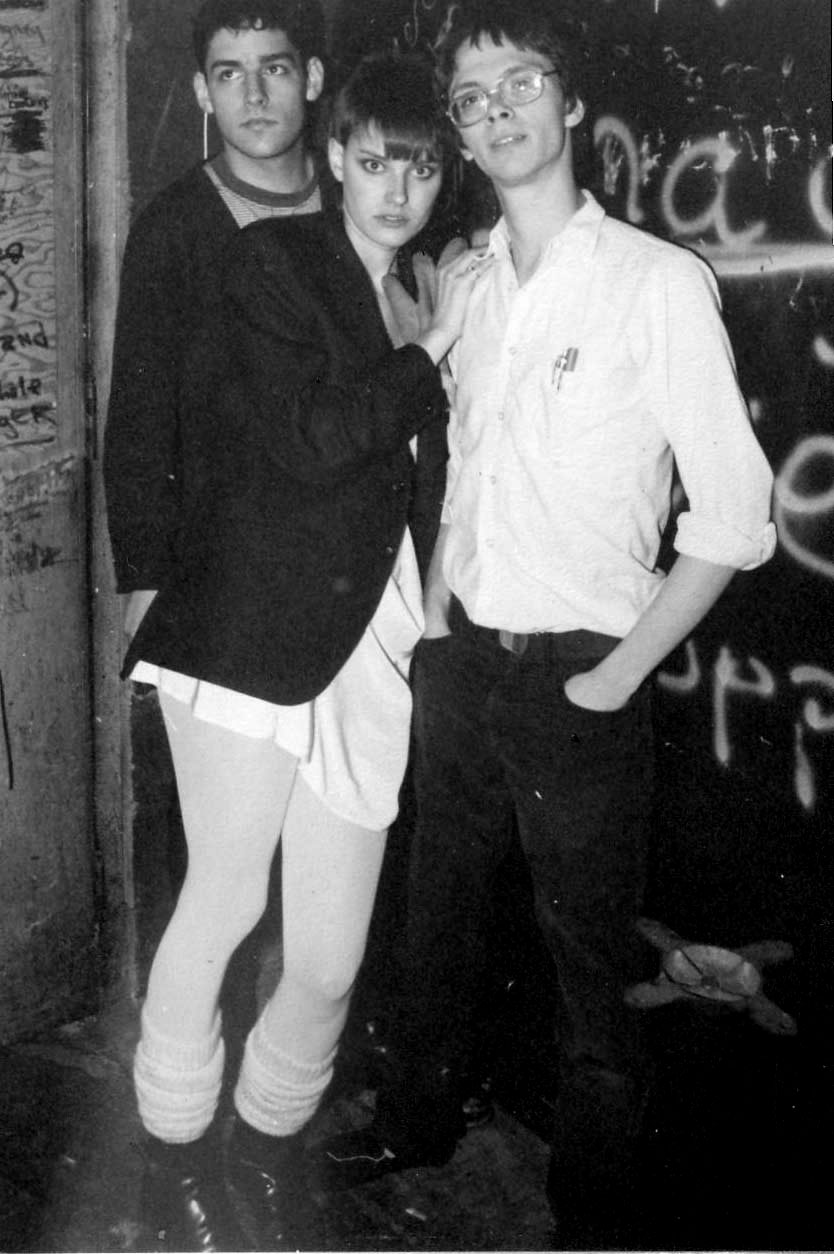
Aimee Mann entourée de Dave Bass et Doug Vargas des Young Snakes en 1981.

Aimee Elizabeth Mann grandit à Bon Air, dans la banlieue de Richmond. Elle apprend à jouer de la guitare et surtout de la basse et commence à écrire ses premières chansons à seize ans. Elle obtient son diplôme de fin d'enseignement secondaire à l'Open High School de Richmond en 1978. Elle part alors étudier au célèbre Berklee College of Music de Boston mais abandonne les cours pour former le groupe punk The Young Snakes avec le guitariste Doug Vargas et le batteur Dave Bass, remplacé ensuite par Mike Evans. Le groupe sort un maxi cinq titres, Bark Along with The Young Snakes, en 1982 avant d'être dissous l'année suivante.
Aimee Mann crée alors le groupe de new wave 'Til Tuesday avec le batteur Michael Hausman, qui est alors son petit ami, le guitariste Robert Holmes et le claviériste Joey Pesce. Le groupe se fait remarquer en remportant un concours musical (Rock 'n' Roll Rumble) organisé par la radio WBCN et signe un contrat avec Epic Records. Le groupe sort son premier album, Voices Carry, en 1985 et rencontre immédiatement le succès. Le single du même nom, inspiré par la rupture entre Aimee Mann et Michael Hausman, intègre le top 10 du Billboard Hot 100 et l'album le top 20 du Billboard 200. Le groupe remporte aussi le MTV Video Music Award du meilleur nouveau artiste pour la chanson Voices Carry. Dans le même temps, Aimee Mann entame une relation amoureuse avec l'auteur-compositeur Jules Shear.
Le deuxième album du groupe, Welcome Home, sort en 1986 mais n'obtient pas le même succès, intégrant de justesse le top 50 du Billboard 200. En 1987, Aimee Mann participe aux chœurs et apparaît dans le clip du single Time Stand Still du groupe Rush. Dans la même période, elle vit une rupture douloureuse avec Jules Shear, événement qui inspire largement l'écriture du troisième album de 'Til Tuesday, Everything's Different Now, qui sort en 1988. L'album est loué par la critique, qui salue la qualité d'écriture d'Aimee Mann, mais est un échec commercial, n'atteignant que la 124e place du Billboard 200. Le groupe se sépare peu après la sortie de l'album.

### Carrière solo
Des problèmes juridiques avec Epic Records empêchent Aimee Mann de commencer une carrière en solo avant 1992. Elle engage Michael Hausman comme agent artistique et enregistre son premier album solo, Whatever, qui sort en mai 1993 sous le label Imago. Cet album, d'inspiration folk rock, obtient de très bonnes critiques mais ne retient pas l'attention du public et ne se classe qu'à la 127e place du Billboard 200. Le single That's Just What You Are sort début 1995 et se fait remarquer, figurant notamment dans la bande originale de la série télévisée Melrose Place. Mais Imago fait faillite et refuse qu'elle parte chez un autre label. Après plusieurs mois de conflits, elle réussit à signer avec Geffen Records et son deuxième album, I'm with Stupid, sort en novembre 1995. À nouveau, l'album reçoit de très bonnes critiques mais est un échec commercial avec une 82e place au Billboard 200.
Aimee Mann rencontre l'auteur-compositeur Michael Penn pendant l'enregistrement de l'album et se marie avec lui en décembre 1997. En 1998, elle fait une petite apparition dans le film The Big Lebowski, dans le rôle de la fiancée de l'un des nihilistes. Entretemps, elle enregistre son troisième album, Bachelor No.2, mais Geffen Records n'en est pas satisfait car il n'y voit pas de singles potentiels et veut qu'elle retourne en studio. Elle entre alors en conflit pour la troisième fois avec un label discographique. C'est alors que le réalisateur Paul Thomas Anderson, avec qui elle est devenue amie, lui propose de composer la plus grande partie de la bande originale de son film Magnolia (1999). Cette collaboration attire l'attention sur elle, notamment à travers la chanson Save Me, qui est nommée en 2000 pour l'Oscar de la meilleure chanson originale et le Golden Globe de la meilleure chanson originale.

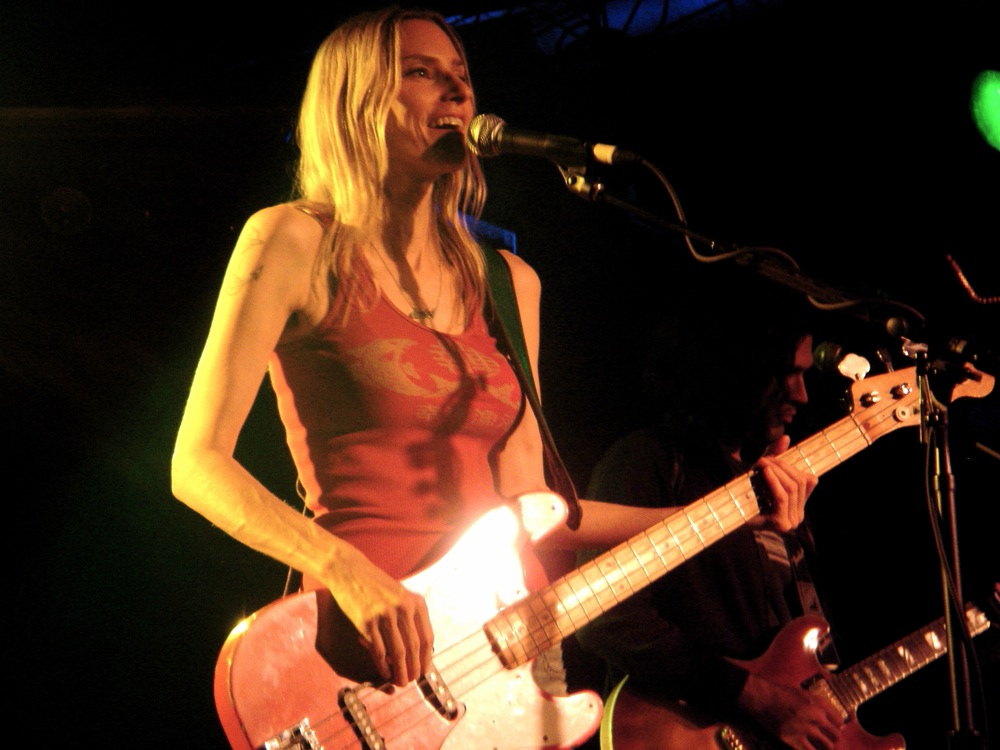
Aimee Mann en concert en 2005.

Cette reconnaissance lui permet de se libérer de son contrat avec Geffen Records et elle crée son propre label, SuperEgo. Elle peut alors enfin sortir Bachelor No.2 en mai 2000. L'album est encore une fois remarqué par les critiques et la profession mais ne se classe qu'à la 134e place du Billboard 200. Mais, désormais indépendante, elle peut composer et enregistrer librement et son quatrième album solo, Lost in Space, sort en août 2002. Il est accueilli favorablement par la critique et atteint la 35e place du Billboard 200, un bien meilleur classement que ses précédents albums. La même année, elle apparaît, en interprétant son propre rôle, dans un épisode des séries télévisées À la Maison-Blanche et Buffy contre les vampires. En novembre 2004, elle sort Live at St. Ann's Warehouse, son premier album live et DVD.
En mai 2005, elle sort The Forgotten Arm, un album-concept qui raconte l’histoire et les amours d’un boxeur vétéran du Viêt Nam et dépendant aux drogues. L'album atteint la 60e place du Billboard 200, et Aimee Mann et Gail Marowitz, qui ont travaillé ensemble sur sa pochette, remportent en 2006 le Grammy Award de la meilleure pochette d'album. Elle fonde aussi United Musicians avec Michael Penn et Michael Hausman, un collectif créé sur le principe que chaque artiste, et non son label, devrait détenir le copyright sur son travail.
En octobre 2006, Aimee Mann sort One More Drifter in the Snow, un album de reprises de chants de Noël, comprenant une seule de ses compositions. En juin 2008, elle sort son septième album solo, @#%&*! Smilers (Fucking Smilers), qui obtient de très bonnes critiques et atteint la 32e place du Billboard 200, son meilleur classement en solo jusqu'alors. Elle passe ensuite quelques années à essayer d'adapter The Forgotten Arm en comédie musicale mais finit par abandonner ce projet. En 2011, elle apparaît, toujours dans son propre rôle, dans la série télévisée Portlandia et elle sort en septembre 2012 son nouvel album, Charmer, qui se classe 33e au Billboard 200.
En 2013, Aimee Mann joue quelques concerts avec Ted Leo dans le cadre d'un nouveau projet musical nommé #Both. Le duo enregistre un album dont la sortie est initialement espérée pour février 2014 et qui sort finalement le 15 avril 2014. Son album en solo suivant, Mental Illness, sort en 2017 et revient à un son plus folk.

## Discographie

### The Young Snakes
- 1982 : Bark Along with The Young Snakes - Maxi Single.

#### 'Til Tuesday
- 1985 : Voices Carry
- 1986 : Welcome Home
- 1988 : Everything's Different Now

### Compilations
- Coming Up Close: A Retrospective (compilation de 'Til Tuesday, 1996)
- Ultimate Collection (2000)

### Collaborations
- 1986 : True Colours de Cyndi Lauper - Chœurs sur The Faraway Nearby
- 1987 : Hold Your Fire de Rush - Chœurs sur Time Stands Still

## Filmographie
- 1998 : The Big Lebowski : la petite amie de Franz, le nihiliste
- 2002 : À la Maison-Blanche (saison 4, épisode 3) : elle-même
- 2002 : Buffy contre les vampires (saison 7, épisode 8) : elle-même
- 2006 : Love Monkey (saison 1, épisode 4) : elle-même
- 2011 : Portlandia (saison 1, épisode 3) : elle-même
- 2013 : Pleased to Meet Me : Laura
- 2013 : Steven Universe (saison 1, épisode 6) : Opale (voix)
- 2018 : American Crime Story :The Assassination Of Gianni Versace (saison 1, épisode 4) : elle-même
- 2019 : Steven Universe, le film : Opale